# Construccions de pedra seca VII (el Vilosell)
Construccions de pedra seca VII és una obra del Vilosell (Garrigues) inclosa a l'Inventari del Patrimoni Arquitectònic de Catalunya.

## Descripció
És una cabana de pastor orientada cap al nord-est i feta amb carreus de pedra unides sense cap tipus d'argamassa. És petita i ubicada en un coster, coberta de vegetació. La coberta és una volta de pedra feta per aproximació de filades. L'entrada està centrada, a la llinda hi figura la data de 1816 i no té muntants. Al seu interior hi ha una menjadora per animals que ocupa tota l'amplada. Just al davant hi ha una taula de pedra.